# Syhłański
Syhłański (ukr. Сигланський, Syhłanśkyj; 1564 m n.p.m.) – najwyższy szczyt masywu Połoniny Czerwonej (Ukraina). Znajduje się na Ukrainie w Rejonie tiacziwskim w Obwodzie zakarpackim na zachód od wsi Nimećka Mokra.

## Przyroda
Najwyższe partie szczytu pokrywają połoniny, poniżej 1200 m znajdują się lasy bukowe. Ze szczytu roztaczają się rozległe widoki na pasmo Świdowiec na wschodzie, Czarnohorę na południowym wschodzie, Gorgany na północnym wschodzie oraz Bieszczady i Połoninę Borżawską na północy.
Na zachodnich stokach góry znajduje się rezerwat biosfery.

## Topografia
Syhłański znajduje się w mikroregionie Grupa Gropa-Topas-Syhłański Połoniny Czerwonej.
Szczyt ograniczony jest od południa przez Gropę (1495 m n.p.m.), na północny zachód natomiast grań biegnie ku górze Topas (1548 m n.p.m.), na północ znajduje się przełęcz Przysłop (926 m n.p.m.), która od głównego grzbietu pasma oddziela Strimbę (1719 m n.p.m.) w Gorganach.
Na zachodnich stokach wypływa rzeka Łużańska, dopływ Tereswy, na wschodnich stokach swoje źródło ma potok Syhłański, który wpływa bezpośrednio do Mokrianki.

## Turystyka
Na szczyt można dojść:
- Początkowo znakowanym czerwonym szlakiem z miejscowości Ust-Czorna od południowego wschodu lub od północnego zachodu ze wsi Kołoczawa
- Znakowanym zielonym szlakiem dojściowym z przełęczy Przysłop (926 m n.p.m.)
- Znakowanym żółtym szlakiem dojściowym z miejscowości Ruśka Mokra